# Саранинские заводы
Саранинский (Нижнесаранинский) и Верхнесаранинский железоде́лательные заво́ды — небольшие металлургические заводы, действовавшие в Красноуфимском уезде с 1767 до 1880 года. Заводы строились для переработки чугуна Иргинских заводов в сортовое железо. В XIX веке предприятия дважды находились в казённом управлении из-за несостоятельности владельцев.
Оба завода значительно пострадали от наводнения 1862 года. Верхнесаранинский завод был закрыт в 1863 году, дав начало современной деревне Верхняя Сарана. На месте Нижнесаранинского завода, действовавшего до 1880 года, находится современный посёлок Сарана.

## История

### XVIII век
По указу Красноуфимской воеводской канцелярии от 4 мая 1758 года промышленник П. И. Осокин получил разрешение на строительство пильной мельницы в устье Сараны. Выбранное место, по его мнению, вполне подходило для закладки молотового завода, на котором можно было бы перерабатывать излишки чугуна Нижнеиргинского завода, запущенного в 1730 году. Земля под строительство завода в 19 верстах южнее Красноуфимска была арендована Осокиным у татар и башкир. Указ Берг-коллегии с разрешением на строительство двух молотовых фабрик на 8 молотов был издан 1 июня 1760 года. В августе этого же года начались строительные работы, первые молоты заработали в апреле 1761 года. В это же время была построена пристань на реке Уфе для отгрузки готовой продукции заводов Осокина.
К 1761 году была построена одна молотовая фабрика. Строительство второй было приостановлено из-за обнаруженной протечки плотины. По просьбе Осокина Берг-коллегия направила на завод мастеров плотинного дела, которые занимались устранением недостатков в течение нескольких лет. Стабильное производство началось только в 1767 году, когда было произведено 16 тыс. пудов железа.
7 апреля 1769 года И. П. Осокин выкупил у двоюродного деда П. И. Осокина за 121 тыс. рублей Бизярский, Иргинский и Саранинский заводы. Новый владелец безуспешно пытался найти железные руды на территории заводской дачи для организации доменного производства. В качестве полуфабрикатов Саранинский завод получал только излишки чугуна, производившегося на Иргинских заводах, в результате чего часть молотов постоянно простаивала, а затраты на транспортировку металлов увеличивали себестоимость готовой продукции. По данным 1770 года, на заводе работали 193 мастеровых и работных людей, переведённых с Иргинского завода. Парк оборудования состоял из 4 молотов, кузнечной и слесарной фабрики с 4 горнами и вспомогательных агрегатов.
В годы Крестьянской войны заводской посёлок был разграблен, предприятие простаивало с конца января до октября 1774 года. К концу 1770-х годов штат завода состоял из 310 крепостных И. П. Осокина. В 1780 году завод произвёл 27,1 тыс. пудов железа.
Вторая молотовая фабрика Саранинского завода была построена только в 1790-е годы. В этот же период И. П. Осокин выкупил в собственность Саранинскую дачу площадь которой составляла 102,3 тыс. десятин. По данным 1797 года, на заводе работали 12 кричных горнов и 6 кричных молотов. В 1800 году было произведено 17,2 тыс. пудов железа. Помимо сортового железа на Саранинском заводе производилось сельскохозяйственное оборудование.

### XIX век
4 апреля 1804 года из-за долгов И. П. Осокин вынужден был продать свои заводы, в том числе Саранинский, А. А. Кнауфу.
В начале 1800-х годов земляная плотина заводского пруда имела длину 468,6 м, ширину в верхней части 21,3 м, в нижней — 34,1 м, высоту 5 м. В дальнейшем реконструкция плотины проводилась в 1810 и в 1822 годах. За первые десятилетия XIX века Кнауф построил на заводе новые корпуса кричных фабрик и кузницу. В 1823 году было произведено 11,6 тыс. пудов железа, в 1825 году — 22,6 тыс. пудов.
По указу Пермского горного правления от 13 сентября 1817 года в 9 верстах к западу от Саранинского завода, выше по течению Сараны А. А. Кнауф началось строительство и продолжалось в течение 1818—1819 годов ещё одного передельного завода для переработки иргинского чугуна, получившего название Верхнесаранинский. С этого времени Саранинский завод стал называться Нижнесаранинским. Завод был запущен в 1820-х годах. На Верхнесаранинском заводе работали 96 человек.
К 1828 году на Нижнесаранинском заводе действовали в двух фабриках 5 горнов и 10 молотов, кузница и вспомогательные мастерские. На Верхнесаранинском — 7 горнов и 6 молотов. На двух Саранинских заводах числилось 778 крепостных душ на заводском праве, из них на производстве работали суммарно 392 человека. Из-за финансовых проблем А. А. Кнауфа в мае 1828 года Саранинские заводы был переданы в казённое управление. Из-за дороговизны иргинского металла казённые управляющие перешли на закуп чугуна Златоустовского завода.
В 1841 году Нижнесаранинский завод работал 223 дня, было произведено 33,7 тыс. пудов полосового и сортового железа. На заводе работали 3 кричных горна на 6 огней и 6 кричных молотов. В 1840-х годах вторая молотовая фабрика была закрыта, на её месте построили шлакоплавильную печь, действовавшую до 1850 года и выплавлявшую от 1,5 до 2 тыс. пудов железа в год. Из-за нехватки чугуна для переработки использовали чугунный лом и обрезки железа. Доля вторичных металлов иногда доходила до 50 %, потери металла достигали 28—30 %. Готовая продукция имела высокую себестоимость из-за значительных транспортных расходов и небольших объёмов производства. В этот период на двух Саранинских заводах числилось 1070 крестьян на посессионном праве, из них на производстве работали 683 человека.
В 1853 году Саранинские заводы перешли в собственность компании Кнауфских горных заводов. В этот период инвестиции прекратились, заводское оборудование не обновлялось.
В период 1860—1870 годах была возведена третья плотина у деревни Шурышовка в 4 километрах верх по течению реки Сарана, но она не была достроена в летне-осенний период, в связи с чем была разрушена следующим весенним паводком. В рукописях Павла Сигова «Семейная хроника рода Сиговых» строящийся объект упоминается как Среднесаранинский завод.
В июне 1862 года из-за наводнения были разрушены заводские плотины обоих заводов, существенно пострадали заводские постройки. Строившаяся новая плотина на нижнем заводе, предназначавшаяся для постройки доменной печи, тоже была разрушена. Акционеры не выделили средства на восстановление заводов. Верхнесаранинский завод был окончательно закрыт в 1863 году. 31 августа 1864 года Саранинские заводы вновь перешёл в ведение казны. Были предприняты безуспешные попытки продать заводы на торгах.
В 1860 году на Верхнесаранинском заводе была установлена паровая машина мощностью 30 л.с. и запущены 2 пудлинговых печи. На фабрике функционировал паровой молот усилием 1,5 т системы Моррисона. В этом же 1860 году суммарный объём производства двух Саранинских заводов составил 86 тыс. пудов железа, в 1861 году — 72,7 тыс. пудов, в 1863 году — 17,1 тыс. пудов.
В начале 1870-х годов на Нижнесаранинском заводе функционировали 3 горна и 6 молотов. В середине 1870-х годов на нём были запущены 2 пудлинговые печи, но это практически не повлияло на финансовое положение завода. В 1880 году завод был закрыт.
В настоящее время на месте Верхнесаранинского завода находится деревня Верхняя Сарана, на месте Нижнесаранинского завода — посёлок Сарана.